# 陳富明
陳富明，MH（1954年—），曾任香港南區區議會副主席兼田灣選區議員、香港島各界聯合會成員、香港仔漁業海鮮商會主席。他在2004年南區區議會田灣選區補選以1,423票擊敗其餘5名參選人當選，其後2007年、2011年及2015年選舉在無對手競逐下連任。在2019年，繼2004年後，首次有對手參選而以1589票之大差（田灣投票人數為6793）落敗給第一次參選的袁嘉蔚。消息一出，現場人士舉起「陳已完」、「陳富明退休快樂」等字句。

## 以往公職

### 區議會公職
- 南區區議會副主席[4]
- 南區區議會交通及運輸事務委員會主席
- 南區區議會地區設施管理委員會委員
- 南區區議會社區事務及旅遊發展委員會委員
- 南區區議會地區發展及房屋事務委員會委員
- 南區區議會南區社區重點項目專責委員會委員
- 南區區議會社區會堂／社區中心及圖書館管理工作小組主席
- 南區區議會撥款審核工作小組成員
- 南區區議會南區復康活動及長者友善社區工作小組成員
- 南區區議會環保及衞生工作小組成員
- 南區區議會地區小型工程工作小組成員
- 南區區議會鴨脷洲海傍及有關用地規劃發展研究工作小組成員

| 前任： 苗華振 | 南區區議員（田灣） 2004年－2019年 | 繼任： 袁嘉蔚 |